# Open Knowledge Brasil
A Open Knowledge Brasil (OKBR) é o capítulo da Open Knowledge Foundation no Brasil, organização voltada à promoção do conhecimento livre nos diversos campos da sociedade. Por meio de sua atuação, a OKBR também visa aproximar e tornar mais transparentes as relações entre governo e sociedade. Conhecida em seus primórdios como Rede pelo Conhecimento Livre, é uma organização da sociedade civil (OSC) sem fins lucrativos e apartidária, fundada em assembleia em 4 de setembro de 2013.
Entre seus projetos de destaque estão o Querido Diário, ferramenta de código aberto que agrega os diários oficiais de municípios brasileiros em formato aberto, apresentada no Nobel Prize Summit e reconhecida como bem público digital pela Digital Public Goods Alliance; a mais recente edição do Índice de Dados Abertos para Cidades, lançada em 2024 para indicar a disponibilidade e qualidade dos dados abertos governamentais; e o Índice de Transparência da Covid-19, iniciativa de avaliação da qualidade dos dados relativos à pandemia da Covid-19 publicados em portais oficiais pela União, pelos estados brasileiros e por suas capitais.
Por meio da Escola de Dados, seu eixo voltado à alfabetização em dados no país, a organização também está por trás da realização da Conferência Brasileira de Jornalismo de Dados e Métodos Digitais (Coda.Br), principal encontro de jornalismo de dados da América Latina. Realizado anualmente desde 2017, o evento também ganhou uma versão local em 2022, o Coda Amazônia, voltado à discussão dos desafios locais. Desde 2017, a Escola de Dados também organiza os eventos presenciais Cerveja com Dados, para promover a integração de sua comunidade, e desde 2019, o Prêmio Cláudio Weber Abramo de Jornalismo de Dados — primeira premiação do tipo no país, com o objetivo de reconhecer os melhores trabalhos do campo.
Apesar de não ter fins lucrativos, a prestação de serviços é considerada uma fonte de sustentabilidade importante para a Open Knowledge Brasil. Por meio de seus quatro eixos de atuação — Escola de Dados, Inovação Cidadã, Advocacy e Pesquisa e Parcerias e Serviços —, a OKBR desenvolve tecnologias, capacitações sob medida e produz avaliações e diagnósticos para apoiar governos e organizações comprometidas com transparência, integridade e inovação aberta, desde que as atividades sejam convergentes com a sua missão institucional.
Em 2024, o Brasil foi, pela primeira vez, anfitrião do América Aberta, maior encontro de dados abertos da América Latina e Caribe. A Open Knowledge Brasil, a Controladoria-Geral da União (CGU), o Núcleo de Informação e Coordenação do Ponto BR (NIC.BR) e o Colaboratório de Desenvolvimento e Participação (COLAB/USP) formaram o comitê organizador local do evento, que contou com a Organização dos Estados Americanos (OEA); a Iniciativa Latinoamericana por los Datos Abiertos (ILDA), a Open Government Partnership (OGP) e a Comissão Econômica para a América Latina e o Caribe (CEPAL) em seu comitê organizador internacional. A Conferência Brasileira de Jornalismo de Dados e Métodos Digitais (Coda.Br), o Encontro Aberto para uma Região Aberta (Abrelatam), a Conferência Regional de Dados Abertos da América Latina e do Caribe (Condatos), a Semana Dados BR e o Encontro de Governo Aberto formaram as trilhas integrantes da programação, além de uma agenda de encontros multilaterais.

## Redes
Em 2025, a OKBR integra as seguintes redes:
- Coalizão Direitos na Rede
- Fórum de Direito de Acesso a Informações Públicas
- Pacto pela Democracia
- Rede Brasileira de Governo Aberto
- Red Internacional de Justicia Abierta

## Projetos anteriores
Entre seus projetos anteriores, destacam-se:
- Vítimas da Intolerância
- Mosaico Orçamentário
- ComunicaDH
- Mapa Interativo de Recursos Abertos
- #VaiMudar
- Dialogando
- EuVoto
- Orçamento a Seu Alcance
- Gastos Abertos
- Cuidando do Meu Bairro

## Lista de referências
1. 1 2  «A OKBR». Open Knowledge Brasil. Consultado em 6 de maio de 2025
2. ↑  «Open Knowledge Brasil». Controladoria-Geral da União. Consultado em 6 de maio de 2025
3. ↑  «O projeto que facilita o acesso a diários oficiais de municípios». Nexo Jornal. Consultado em 10 de maio de 2025
4. ↑  «Fundação Nobel reúne especialistas para discutir propostas de combate à desinformação». G1. 25 de maio de 2023. Consultado em 6 de maio de 2025
5. ↑  «Digital Public Goods». Digital Public Goods Alliance - Promoting digital public goods to create a more equitable world (em inglês). Consultado em 6 de maio de 2025
6. ↑  «Apenas 5 capitais alcançam nota média em avaliação de transparência». Agência Brasil. 4 de junho de 2024. Consultado em 7 de maio de 2025
7. ↑  «Transparência de dados é essencial na pandemia». revistapesquisa.fapesp.br. Consultado em 7 de maio de 2025
8. ↑  «Coda.Br - Conferência Brasileira de Jornalismo de Dados e Métodos Digitais». ANDI - Comunicação e Direitos. Consultado em 10 de maio de 2025
9. ↑  «Belém recebe o Coda Amazônia, a primeira edição regional da conferência de jornalismo de dados e métodos digitais da Escola de Dados». LatAm Journalism Review by the Knight Center (em inglês). Consultado em 10 de maio de 2025
10. ↑  «Cerveja com Dados». Open Knowledge Brasil. Consultado em 10 de maio de 2025
11. ↑  «Novo em Folha: Prêmio Cláudio Weber Abramo de Jornalismo de Dados recebe inscrições». Folha de S.Paulo. 17 de setembro de 2024. Consultado em 10 de maio de 2025
12. ↑  «Primeiro prêmio de Jornalismo de Dados do Brasil é entregue durante a Coda.br, em SP». abraji.org.br. Consultado em 10 de maio de 2025
13. ↑  «Parcerias e Serviços». Open Knowledge Brasil. Consultado em 10 de maio de 2025
14. ↑  «Brasil recebe pela primeira vez o evento América Aberta». Secretaria de Comunicação Social. Consultado em 10 de maio de 2025
15. ↑  «Projetos». Open Knowledge Brasil. Consultado em 7 de maio de 2025